# Rodeo (Cile)
Il Rodeo è il secondo sport praticato in Cile dopo il calcio.
Nel 1962 il rodeo è stato dichiarato lo sport nazionale del Cile. Da allora ha prosperato particolarmente nelle zone rurali del paese. Si conoscono molte storie di huasos che viaggiano per centinaia di miglia per competere in questi concorsi.
Tuttavia, il rodeo nel Cile è molto differente rispetto a quello che si pratica nell'America del Nord, ad esempio negli Stati Uniti occidentali.
Nel rodeo cileno, due cavalieri montati su cavalli cileni —detti collera— devono fermare un vitello all’interno di un’arena chiamata medialuna. L’obiettivo è spingere il vitello contro delle barriere imbottite (i talanqueros) in punti specifici del corpo dell’animale, seguendo regole rigide che assegnano un punteggio.

## Caratteristiche principali
- Si svolge in una medialuna, una pista circolare con una parte rettilinea.
- I cavalieri montano cavalli cileni, una razza autoctona nota per la sua agilità e forza.
- Si valuta la coordinazione, la tecnica e l’abilità dei cavalieri e dei loro cavalli.
- È un elemento centrale delle feste nazionali cilene che si celebrano a settembre.
- I cavalieri indossano l’abito tradizionale da huaso, composto da mantello, cappello, speroni e stivali.

## Controversie
Sebbene sia una tradizione nazionale, il rodeo è stato criticato da gruppi animalisti, che lo considerano una forma di maltrattamento animale. I suoi sostenitori, invece, lo vedono come un’espressione legittima del patrimonio culturale cileno.